# رقوطة
بلدية ريكوتي (بالإسبانية: Ricote) هي بلدية تقع في منطقة مرسية جنوب شرق إسبانيا. من أعلامها المتصوف ابن سبعين.

## الديموغرافيا
بلغ عدد سكان بلدية ريكوتي 1.456 نسمة عام 2011 (وفقاً للمعهد الوطني الإسباني للإحصاء).
| 1.603 | 1.579 | 1.569 | 1.538 | 1.531 | 1.519 | 1.456 |

## أعلام
- ابن سبعين
- الرقوطي